# Taifa von Ronda

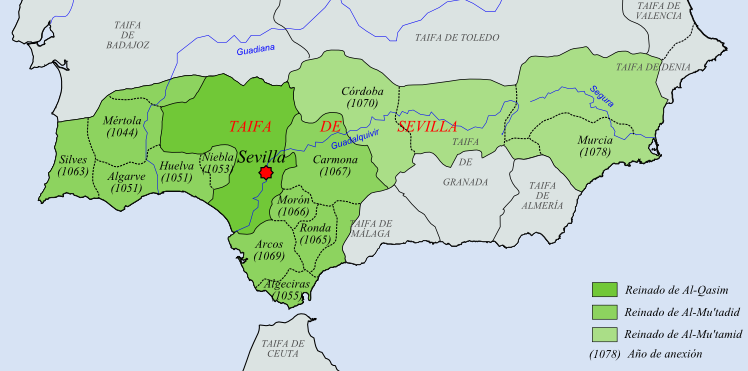
Kleinkönigreiche (taifas) in Andalusien und Portugal

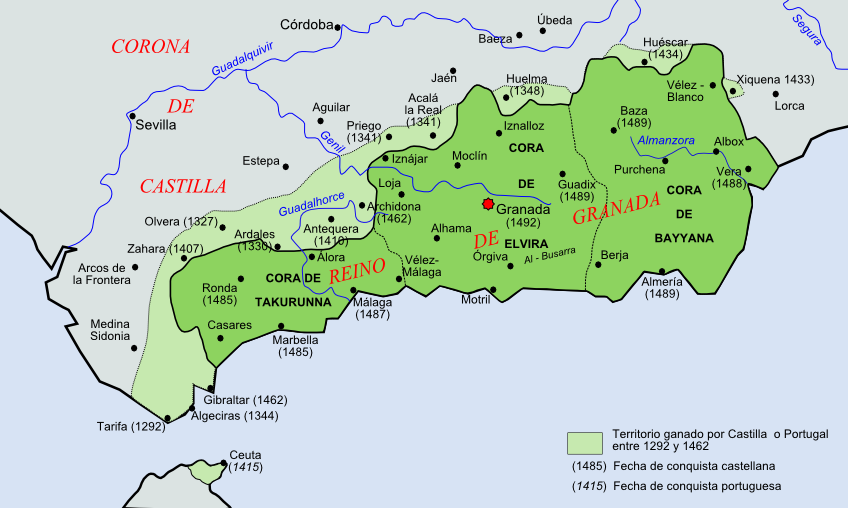
Nasridenreich von Granada

Das nur kurzzeitig existierende Taifa von Ronda (arabisch طائفة رندة, DMG Ṭāʾifat Runda) war ein mittelalterliches islamisches Kleinkönigreich (taifa) im Süden der Iberischen Halbinsel.

## Geschichte
Das Taifa-Reich von Ronda entstand in der Phase des Untergangs des Kalifats von Córdoba (1009–1031). Es wurde im Jahr 1015 (eventuell auch erst 1039) von Abu Nour bin Abi Qara al-Ifrani (meist nur Abu Nur Hilal), einem Angehörigen des Berberstammes der Zenata, gegründet. Die Dynastie herrschte bis 1065; danach wurde die Macht von Abbad II. al-Mu'tadid, dem damaligen Herrscher über die Taifa von Sevilla, übernommen. Ab dem Jahr 1091 stand ganz Andalusien unter der Kontrolle der berberischen Almoraviden und von 1151 bis 1250 unter der Oberherrschaft der ebenfalls berberischen Almohaden; danach fiel das ehemalige Taifa-Gebiet an das Nasridenreich von Granada und wurde dessen westliche Grenzregion. Im Zuge der christlichen Reconquista fiel die Regierungsgewalt im Jahr 1485 an die Krone von Kastilien.

## Herrscher

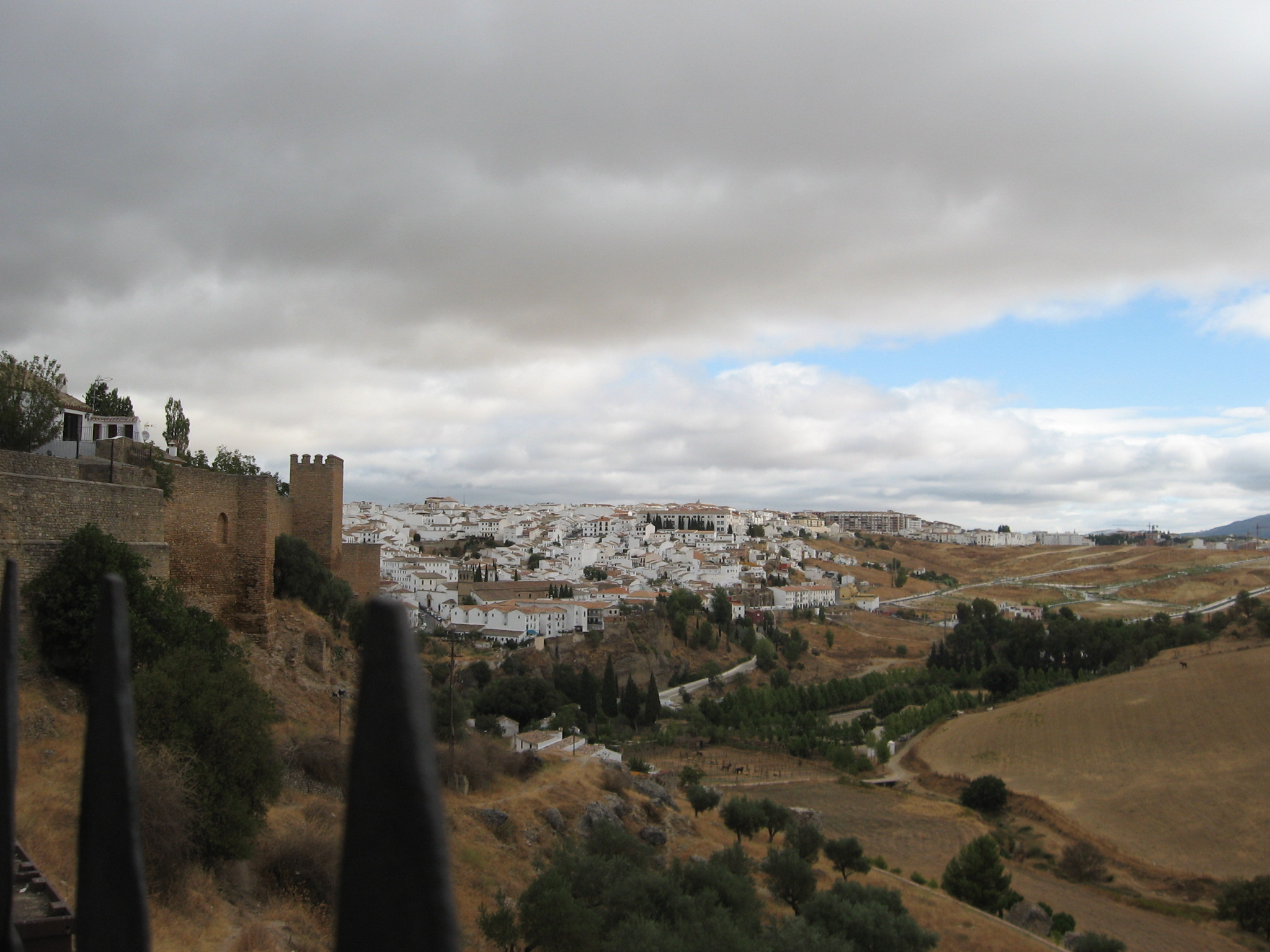
Ronda mit Teilen der muslimischen Stadtmauer

### Ifraniden/Yafraniden
- Abu Nur Hilal (1015–1053)
- Badis ben Hilal (1053–1058)
- Abu Nur Hilal (1058)
- Abu Nars Fatuh (1058–1065)

### Taifa von Sevilla
- 1065–1091

### Almoraviden
- 1091–1145

### Almohaden
- 1150–1250